# Алехандро Сантьяго — Накатані Юнто
Бій Алехандро Сантьяго — Накатані Юнто (англ. Alexandro Santiago vs Junto Nakatani) — професійний боксерський поєдинок між чемпіоном WBC в легшій вазі Алехандро Сантьяго та чемпіоном WBO в другій найлегшій вазі Накатані Юнто. Бій відбувся 24 лютого 2024 року на Рьогоку Кокугікан у Токіо (Японія). Для японця поєдинок став першим у легшій ваговій категорії. Накатані здобув перемогу технічним нокаутом.
У співголовній події Такума Іноуе успішно захистив титул WBA в легшій вазі проти філіппінця Джервіна Анкахаса, здолавши того нокаутом. В андеркарді Косей Танака та Крістіан Бакасегуа побилися за вакантний титул WBO в другій найлегшій вазі, який раніше належав Накатані Юнто. Танака здобув перемогу одностайним рішенням (117–110, 119–108, 116–111).

## Передумови
Алехандро Сантьяго (28–3–5, 14 КО) завоював титул WBC в легшій вазі 29 липня 2023 року в андеркарді поєдинку Еррол Спенс — Теренс Кроуфорд, коли здолав одностайним рішенням Ноніто Донера. Мексиканець вперше проведе бій за межами Північної Америки, а поєдинок проти японця стане першим захистом титулу «Малого».
Накатані Юнто (26–0, 19 КО) почав говорити про перехід у легшу вагову категорію невдовзі після того, як став чемпіоном WBO в другій найлегшій вазі, нокаутувавши Ендрю Молоні у 12-му раунді в травні минулого року в Лас-Вегасі в андеркарді поєдинку Девін Хейні — Василь Ломаченко. Японець провів лише 1 захист титулу, коли у вересні в андеркарді поєдинку Кенсіро Терадзі — Хеккі Бадлер здолав одностайним рішенням Аргі Кортеса.
Такума Іноуе (18–1, 4 КО) проведе свій перший захист титулу. Спочатку цей бій повинен був відбутися 15 листопада, але Іноуе — молодший брат чемпіона в чотирьох дивізіонах Наої Іноуе — отримав травму ребра і відклав його проведення.
Джервін Анкахас (34–3–2, 23 КО) володів титулом IBF у другій найлегшій вазі з 2016 до 2022 року, поки не втратив його одностайним рішенням в бою проти Фернандо Мартінеса. Після невдалого реваншу Джервін провів 1 бій, в якому здолав технічним нокаутом Вілнера Сото.

## Час початку
Мейнкард розпочався об 11:00 за київським часом, а головна подія — о 13:00.

## Транслятори
Трансляція поєдинку пройшла на ESPN+ та Megogo Гонг.

## Перебіг поєдинку
Початок поєдинку пройшов спокійно. Накатані контролював дистанцію джебом та атакував суперника лівими прямими.
У кінці другого раунду Сантьяго почав активніше пресингувати суперника, скоротив дистанцію та провів успішну атаку правим хуком.
У третій трихвилинці прендент влучив лівим оверхендом та наніс мексиканцю розсічення біля лівого ока. У шостому раунді після пропущеного лівого прямого Сантьяго опинився на канвасі. Спробував продовжити, проте впав після наступної ж атаки. Одразу після цього бій був зупинений.